# Vegyi fegyver

Vegyi fegyver jelzés

A vegyi fegyver az ellenséges katonák egészségére ártalmas, maradandó sérülést vagy halált okozó, katonai felhasználásra előkészített vegyi anyagok gyűjtőneve. Egy vegyi anyag akkor alkalmas katonai felhasználásra, ha kellően mérgező, viszonylag könnyen kezelhető, megfelelően stabil, illetve könnyen és nagy mennyiségben előállítható. Használatukat a nemzetközi jog tiltja. A vegyi fegyverek világméretű betiltását és a készletek felszámolását a Vegyifegyver-tilalmi Szervezet (Organisation for the Prohibition of Chemical Weapons, OPCW) ellenőrzi.

## Típusaik
A vegyi fegyverek a mérgező harci anyagoknak az élő szervezetre (emberekre, állatokra, növényekre) gyakorolt káros hatásán alapulnak. Emberek nagy csoportjai ellen alkalmazhatóak, ha közel egy időben és helyen tartózkodnak, ezért soroljuk a tömegpusztító fegyverek kategóriájába. 

A vegyi fegyverek általában légzés útján, vagy bőr- és nyálkahártyán keresztül jutnak a szervezetbe. Ritkább a táplálékot (étel, ital) felhasználó vegyi fegyverek használata. 

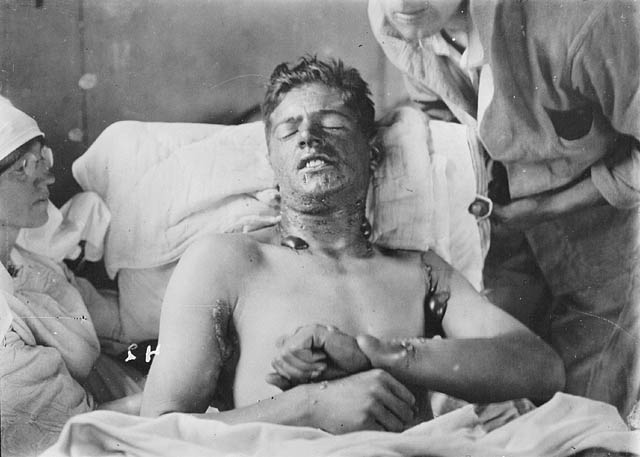
Mustárgáztól megsebesült katona

### Hatásmechanizmus szerint
- Vérmérgek
- Hólyaghúzó harcanyagok
- Fojtó harcanyagok
- Idegmérgek
- Időleges harcképtelenséget okozó anyagok
- Ingerlő anyagok
- Toxinok

### Bevethetőség szerint
- Tüzérségi töltetekkel
  - Robbanótöltetek
  - Termikus töltetek
  - Szóró töltetek
- Permetezéssel (pl. repülőgépről)
- Közvetett célba juttatással (vízkészlet, élelmiszer megfertőzése)

A nyílt terepen történő alkalmazás esetén számolni kell a környezeti hatásokkal (szél, csapadék, hőmérséklet), melyek befolyásolhatják a vegyi fegyver hatásosságát és a célkörzet érintettségének mértékét.
Zárt helyiségben történő felhasználás esetén az egyes anyagok eredményessége meghaladja a 98%-ot.

### Halmazállapot szerint
- Gázok, gőzök
- Cseppfolyós anyagok
- Szilárd anyagok

### Kábítószer fegyverek
A biológiai fegyverek és a vegyi fegyverek közti átmeneti zónát képviselik az emberi psziché katonai célú befolyásolására szolgáló pszichokémiai fegyverek, köztük a kábítószerek. A második világháborúban Japán és Németország kábítószert is alkalmazott a pilóták harci kedvének fokozására. Majd a Hidegháború korszakában mind a NATO, mind a Varsói Szerződés országai - köztük Magyarország is - foglalkoztak a pszichotróp anyagok katonai alkalmazásának, illetve az ez elleni védelemnek a lehetőségeivel. Az 1980-as években Irak gyártott és halmozott fel ilyen fegyvereket, majd Oroszország alkalmazott ilyeneket a 2002-es moszkvai színházi túszdráma megoldására.

## A vegyi fegyverek története

### A középkorig
Vegyi fegyverek használata évezredekre nyúlik vissza, a mérgezett nyíltól az összetett vegyi fegyverig.
Jó példák a korai vegyi hadviselésre a késő kőkorszak (i. e. 10 000) vadászó-gyűjtögető társadalmai Dél-Afrikában. Mérgezett nyilakat használtak, a természetes környezetükben található anyagok, mérgező állatok és növények felhasználásával. Ezek a mérgek főleg skorpiótól vagy kígyóméregből származtak, de néhány mérgező növényt szintén hasznosítottak. Az általában vadászatra használt mérgező nyilakat a törzsek egymás elleni harcaikban is felhasználták.
A legkorábbi utalások a mérgező hadviselésre a Rámájana és Mahábhárata indiai eposzokban található. Manusmriti törvénykönyve például megtiltja a mérgezett fegyverek használatát.
Az i. e. 4. században Kínában a móista szekta írásai említik, hogy egy ostromló hadsereg hogyan használhat mustár és más elégetett mérgező növények füstjéből nyert harci anyagot. Régebbi kínai írásokban mérgező vagy irritáló füstök termelésének több száz receptje megtalálható, használatuk számos módjával együtt. Ezekből a leírásokból megtudható, hogyan használtak arzént és meszet levegőben szétszórva i. sz. 178-ban, egy parasztfelkelés leverése érdekében.
A gázhadviselés legkorábbi használata nyugaton az i. e. 5. századig nyúlik vissza. A peloponnészoszi háború alatt Athén és Spárta között dúló harc során, egy ostrom alkalmával a spártaiak a fal tövében fa és kén keverékét helyezték el, és meggyújtották azt. Remélték, hogy az ártalmas füst harcképtelenné teszi az athéniakat. Spárta nem volt egyedül a nem hagyományos taktikák felhasználásában ebben a háborúban: Szolón megmérgezte Cirrha ostroma alatt (i. e. 590) a város vízvezetékét, ezzel okozva veszteségeket a védőknek.
Jan Długosz lengyel krónikaíró említi, hogy 1241-ben a mongol hadsereg mérges gázt használt a legnicai csatában.

### Ismételt felfedezés
A reneszánsz alatt az emberek ismét felfedezték a vegyi anyagokat, mint hadviselésre használható fegyvereket. A legkorábbi ilyen feljegyzések közül az egyik a 15. századból, Leonardo da Vincitől származik, aki javasolta az arzén és rézrozsda szulfidjának egy porát:

Nincs feljegyzés, hogy ezt a port valaha is felhasználták volna.
A 17. században az ostromok alatt a támadók megkísérelték, hogy tüzeket gyújtsanak az ostromlott városban, ezért gyújtógránátokat hajítottak át a várfalak felett. A minél nagyobb tűz elérése végett alapanyagként kén, faggyú, gyanta, terpentin, salétrom, és/vagy antimon szolgált. A tüzek mellett másodlagos hatásként jelentkezett a füst, mely jelentős zavarokat okozott, irritáló hatású volt. Bár az elsődleges funkciójukat a gyújtógránátok esetében soha nem hagyták el, sokféle töltést kifejlesztettek, hogy fokozza a füst hatásait.
1672-ben, Groningen városának az ostroma alatt Christoph Bernhard van Galen, Münster püspöke alkalmazott különféle robbanóanyagokat és gyújtóeszközöket, melyeket kiegészített nadragulya-töltéssel, ezzel kívánt mérgező füstöket termelni. Három évvel később 1675. augusztus 27-én, a franciák és a németek megkötötték a strasbourgi megállapodást, ez tartalmazott egy cikkelyt, ami betiltja a "hitszegő és gyűlöletes" mérgező eszközök használatát.
1854-ben Lyon Playfair, egy brit vegyész, javasolta cianiddal töltött tüzérségi lőszer használatát, a Szevasztopol ostroma során keletkezett patthelyzet megoldására. A javaslatot támogatta Thomas Cochrane admirális a Királyi haditengerészettől. Lord Palmerston miniszterelnök is megfontolta a javaslatot, de a brit hadianyagügyi osztály elutasította, mondván, a hadviselésnek rossz módja. Playfair válaszát a későbbi században is használták igazolásként a vegyi hadviselés létjogosultságára:
A mérgező gáz használata miatti általános aggodalom 1899-ben a hágai konferencián egy javaslatban öltött testet, mely megtiltja azon a lövedékek használatát, melyeket fojtó gázzal töltöttek meg. A javaslatot az Egyesült Államokból képviselőjének ellenszavazata ellenére elfogadták. Az amerikai képviselő, Alfred Thayer Mahan haditengerész-kapitány indoka szerint az amerikaiak leleményességét nem kellene korlátozni az új fegyverek fejlesztésében.

### Az I. világháború

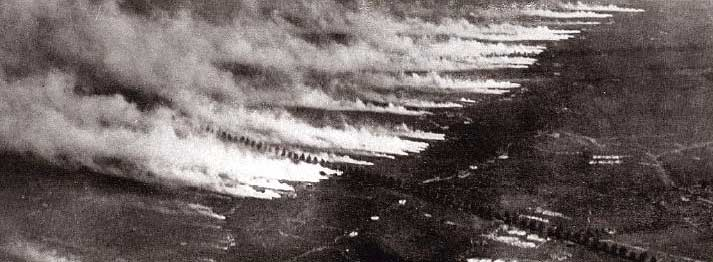
Gáztámadás az I. világháborúban

A franciák voltak az elsők, akik az első világháború alatt vegyi fegyvereket (könnygázt) használtak. A németek először 1915 januárjában, Bolimów városnál használtak xilil-bromidot tartalmazó lövedékeket.
Az első teljes körű harctéri alkalmazásra 1915. április 22-én Ypres második csatájában került sor. A németek megtámadták a francia, kanadai és algériai csapatokat klórgázzal. A támadás során a 15 000 francia katonából 5 000 azonnal meghalt. Összesen 50 965 tonna könnygázt, hólyaghúzó és a tüdőt roncsoló vegyi anyagot vetettek be a konfliktusban mindkét oldalon, ideértve a klórt, foszgént és mustárgázt is. A hivatalos adatok szerint a vegyi támadásokban körülbelül 1 176 500 fő sebesült meg és 85 000 fő halt meg.
A mai napig fel nem robbant I. világháborús vegyi lőszereket lehet találni a korábbi csatatereken, Belgiumban és Franciaországban, ami komoly gondot okoz a helyi hatóságoknak.
A háború után a fel nem használt német vegyi fegyverek többségét a Balti-tengerbe dobták. Idővel a sós tengervíz korrodálta a tartályokat. A mustárgáz viaszhoz hasonló szilárd anyagként partra vetődött ezekből a tartályokból, és még ebben az állapotában is elég aktív, hogy súlyos égési sérüléseket okozzon bárkinek, aki kapcsolatba kerül vele.

### A két világháború között
Az Oszmán Birodalom vereségét követően 1917-ben a britek elfoglalták Mezopotámiát (a mai Irakot és Kuvaitot) és felállítottak egy gyarmati kormányt. 1920-ban Mezopotámia arab és kurd népessége tiltakozott a brit megszállás ellen, ami sokba került a briteknek. Ahogy a mezopotámiaiak ellenállása erősödött, a britek egyre inkább elnyomó intézkedéseket vezettek be. Sok spekuláció jelent meg azzal kapcsolatban, hogy a britek a nagyobb városokat gázzal bombázták volna. Az 1920-as években a tábornokok úgy nyilatkoztak, hogy méreggel még senki, soha nem nyert meg egy csatát sem. A katonák nem szerették a vegyi fegyvereket és utálták a gázálarcokat. Egyedül csak a vegyészek támogatták.
1925-ben a világ jelentős nemzetei közül tizenhat megkötötte a Genfi Egyezményt, melyben megfogadták, hogy soha nem fognak gázt használni hadviselésben. Az Egyesült Államokban az Egyezmény 1975-ig feküdt a Szenátus előtt, amikor is azt végül jóváhagyták.
A Szovjetunió szintén alkalmazott mérgező gázt az 1921-es tambovi lázadás során. Azokat az erdőket, ahol a parasztfelkelők elbújtak, meg kellett tisztítani, és erre a célra a mérgező gáz használatát találták a legalkalmasabbnak. Külön parancs utasította a parancsnokokat, hogy a gáz mennyiségét gondosan ki kell számolni, hogy az áthatoljon az erdőn és megöljön mindenkit, aki ott elbújt.
A 2. marokkói háborúban (1921–1927), Spanyolország és Franciaország erői használtak mustárgázt a berber felkelés leverésére.
1935-ben a fasiszta Olaszország Etiópia megszállása alatt használt mustárgázt (a második olasz-abesszin háborúban). Az olasz hadsereg - miközben figyelmen kívül hagyta a Genovai Egyezményt, melyet hét évvel korábban kötöttek meg - mustárgázzal töltött bombákat dobott le, repülőgépekből permetezte, illetve porított alakban terjesztette a földön. 15.000 áldozata volt a támadásoknak, javarészt a mustárgáztól.

### A II. világháború
A versailles-i békeszerződés 171. cikkelye ellenére a Japán Birodalmi Hadsereg gyakran használt vegyi fegyvereket. A megtorlástól való félelem miatt mindazonáltal nem használták ezeket a fegyvereket a nyugati országok ellen, más keleti országok ellen azonban igen. A japán császár 1938 augusztusától októberig a vuhani csata alatt engedélyezte a mérgező gáz használatát, összesen 375 különböző alkalommal. Ezt a gyakorlatot a második kínai–japán háború alatt végig folytatták.
A Japán Császári Hadsereg kínai csapatok és gerillák ellen használt mustárgázt és a hólyaghúzó lewisitet. Ezek alatt a támadások alatt a japánok biológiai hadviselést is alkalmaztak: szándékosan kolerát, vérhast, tífuszt, bubópestist és lépfenét terjesztettek. A vegyi és biológiai fegyvereket rabokon tesztelték, a 731-es és 516-os táborokban.
A II. világháború alatt a Harmadik Birodalom forradalmasította a vegyi hadviselést, az idegmérgek véletlen felfedezésével. Gerhard Schrader, az IG Farben vegyésze felfedezte a tabunt és a szarint. Bár a vegyi csapatokat már 1934-ben felállították, és fejlesztették a célba juttatás technológiáját is, vegyi hadviselést a háború során nem alkalmaztak. A náci dokumentumok szerint a német hírszerzés - tévesen - azt hitte, hogy a szövetségesek szintén tudtak ezekről az összetételekről. Németország végül úgy döntött, nem használja az új idegfegyvereket, mivel félt egy szövetséges megtorló ideggáztámadástól.
William L. Shirer írta, hogy a brit főparancsnokság náci invázió esetén legutolsó védelmi intézkedésként vegyi fegyvert használt volna.
1943 december 2-ának éjszakáján német Ju 88-as bombázók megtámadták Bari kikötőjét Dél-Olaszországban, miközben több amerikai hajót süllyesztettek el, közöttük az SS John Harvey-t. A hajó mustárgázt szállított, amit a szövetségesek megtorlásra szántak, ha a német erők gáztámadást hajtanak végre. A hajó rakománya titkos volt, így az olasz hatóságoknak sem volt tudomása a vízbe került méregről. Emiatt az orvosok sem tudták, hogyan kezeljék azokat az embereket, akik a vízzel érintkezve súlyos sérüléseket szenvedtek. Az esetet a háború után még sok évig titokban tartották. Az amerikai hadsereg számításai szerint 69 amerikai kereskedelmi hajós és 628 katona halt meg a vízbe került mustárgáz hatásaitól. A jelentés nem számolt az olasz polgári áldozatokkal. Ez a német légitámadás – a gáz véletlen hatásait leszámítva – önmagában is nagyon súlyos volt (később éppen ezért a „kis Pearl Harbor” nevet kapta).
Olasz hírszerzői anyagok szerint Hitler megfenyegette az olaszokat, hogy gázt használ Olaszország ellen, ha az ország kilép a háborúból. Nincs egyértelmű bizonyíték, hogy a németek fenyegetésük beváltására bármilyen előkészületet tettek volna.
Bár vegyi fegyvereket szándékosan nem vetettek be a II. világháború európai hadszínterein, ez a háború mégis a vegyi fegyverek történetének egyik legsötétebb korszaka. 
A holokauszt alatt a nácik arra használták a Zyklon–B (egy hidrogén-cianidot tartalmazó rovarirtó) gázt, hogy több millió embert pusztítsanak el olyan haláltáborokban, mint például Auschwitz. Könny- és mérges gázokat használtak a civilek és lázadók ellen 1943-ban a varsói gettólázadás, és 1944-ben a varsói felkelés alatt. A koncentrációs táborokban August Hirt és Otto Bickenbach embereken kísérletezett mustárgázzal és foszgénnel, hogy esetleges profilaktikus és gyógyászati módokat teszteljenek.

### Hidegháború
A II. világháború végén a szövetségesek megtalálták a németek által kifejlesztett három ideggázt, a tabunt, szarint és szomant. Az ideggázokkal kapcsolatos további kutatásra sarkalta a győztes országokat az is, hogy a korábbi szövetség felbomlott. Bár a globális termonukleáris megsemmisítés lehetősége lebegett az emberek szeme előtt a hidegháború alatt, a szovjet és a nyugati kormányok is hatalmas erőforrásokat fordítottak a vegyi és biológiai fegyverek fejlesztésére.

#### A nyugati kormányok fejlesztései
1952-ben kutatók Port Downban (Anglia) feltalálták a VX hatóanyagot, de hamarosan felhagytak a projekttel. 1958-ban a brit kormány elcserélte a VX-technológiát az Egyesült Államokkal termonukleáris fegyverekkel kapcsolatos információkra. 1961-ig az USA termelte a legtöbb VX-et és végrehajtotta a saját hatóanyag-kutatását. Ez a kutatás még (legalább) három hatóanyagot fedezett fel, így e négy hatóanyagot (VE, VG, VM, VX) együttesen nevezzük V-sorozatú ideghatóanyagoknak.
1952-ben az Egyesült Államok Hadserege szabadalmaztatott egy eljárást a ricin előállítására.
1967 és 1968 között az USA úgy döntött, hogy megszabadul az elavult vegyi fegyverektől. A vegyi és hagyományos fegyvereket öreg Liberty-osztályú hajókba rakodták, és elsüllyesztették a tengeren.
1969-ben 23 amerikai katona és egy civil, akik Okinawán állomásoztak, szarin hatásának volt rövid ideig volt kitéve, mialatt újrafestették a raktárak épületeit. A fegyvereket titokban tartották Japánban, a helyi felháborodást követően pedig 1971-ben a Johnston-atollra szállították át az ideggázkészleteket.
1980-ban az ENSZ egyik munkacsoportja vegyi fegyverzetcsökkentésről szóló tervet készített el. 1984. április 4-én Ronald Reagan amerikai elnök egy, a vegyi fegyverekre vonatkozó nemzetközi tilalom bevezetését követelte. George H. W. Bush amerikai elnök és Mihail Gorbacsov, a Szovjetunió vezetője 1990. június 1-jén aláírtak egy kétoldalú megállapodást a vegyifegyver-gyártás befejezéséről, illetve a készletben lévők megsemmisítéséről.
A többoldalú Vegyifegyver-egyezményt (Chemical Weapons Convention, CWC) 1993-ban írták alá és 1997-ben lépett életbe.

#### Az Amerikai Egyesült Államok szenátusi jelentése
1994-ben az USA Szenátusa készített egy jelentést arról, hogy a hadsereg milyen kutatásokat végzett állatokon és embereken. A hadsereg gyakran kísérletezett emberi alanyokon, akár a beleegyezésük nélkül is.
Hozzávetőlegesen 60 000 amerikai katonán teszteltek vegyi anyagokat: mustárgáz és lewisitet; és 1950-es évektől legalább 2200 embert tettek ki különféle biológiai hatóanyagoknak. A tanulmányban szereplő kísérletek többségétől eltérően, ez utóbbi esetében önkéntes alapon történtek a kísérletek. 1951 és 1969 között Dugway Proving Ground volt a különféle vegyi és biológiai hatóanyagok tesztelésének helyszíne, miközben 1968-ban a szomszédos farmokon levegőben terjesztett, külön meg nem nevezett ideghatóanyag megközelítőleg 6400 juhot pusztított el.

#### A szovjet kormány kísérletei
A magas fokú titoktartás miatt nagyon kevés információ volt elérhető a szovjet vegyi fegyverek kutatásáról és fejlesztési eredményeiről. A Szovjetunió felbomlása után Vil Mirzajanov tatár származású szovjet vegyész több cikket adott ki, melyek törvénytelen, vegyi fegyverekkel végzett oroszországi kísérletezésről szóltak. 1993-ban Mirzajanovot huszonhat éves munkaviszony után elbocsátották, majd bebörtönözték. 1994-ben amerikai tudósok nyomására szabadon bocsátották.
Az információk alapján, amit Mirzajanov tárt a világ elé, tisztán látható volt a szovjet kutatás iránya, amely a még mérgezőbb ideghatóanyagok kifejlesztését jelentette. A kutatásokat az 1980-as évek közepe folyamán siker koronázta: több nagyon mérgező hatóanyagot is sikerült kifejleszteni ezalatt az időszak alatt. Ezek az anyagok a fejlesztési program neve után Foliant-hatóanyagok néven, illetve a különböző kódjelölések szerint (például A-230, A-232) ismertek a különböző szakirodalmakban.
Mirzajanov szerint a szovjetek szintén olyan hatóanyagokat fejlesztettek ki, amelyek biztonságosan kezelhetők. A céljuk olyan anyagok előállítása volt, mely egyedül alapvetően nem ártalmas, csak egy további komponens hatására termelődik az idegméreg. E módszer előnye, hogy a mérgező hatóanyag csak a kívánt időben fejti ki hatását, így könnyen szállítható és tárolható. Az 1980-as és 1990-es évek folyamán több szovjet hatóanyag kettős verzióját fejlesztették ki és ezeket Novicsok ("Újonc") néven jelölik.

#### Az irak–iráni háború
Irak 1980-ban megtámadta Iránt. Irak már a konfliktus korai szakaszában elkezdett mustárgázt és tabunt alkalmazni, melyet bombákkal juttattak célba. Hozzávetőlegesen a háborúban meghalt iráni áldozatoknak közel öt százaléka ezeknek a támadásoknak tulajdonítható.
Körülbelül 100 000 iráni katona esett áldozatul az iraki vegyi támadásoknak. A legnagyobb veszteséget a mustárgáz okozta. A hivatalos becslés nem tartalmazza a polgári lakosságot, akik a határos városokban fertőződtek meg, és a veteránok gyerekeit és rokonait, akik közül sokan vér-, tüdő- és bőrelváltozásokban betegedtek meg. Az ideggáz-hatóanyagok hivatalos jelentés szerint körülbelül 20.000 iráni katonát öltek meg azonnal. A 80 000 túlélő közül mintegy 5000 személy rendszeresen orvosi kezelésre szorul, és körülbelül ezren még mindig súlyos, krónikus szövődményekkel fekszenek kórházban. Irak vegyi fegyverekkel támadott iráni civil célpontokat is.
Szaddám Huszein és rezsimjének eltávolítása ellenére a koalíciós erőkkel szemben még mindig neheztelés és harag van Iránban, hiszen a háború alatt nyugati vállalatok Hollandiából, Nyugat-Németországból, Franciaországból és az USA-ból segítették Irakot vegyi fegyvereinek fejlesztésében és gyártásában. A világ nem tett semmit, hogy megbüntesse Irakot azért, mert a háborúban vegyi fegyvereket használt.
Nem sokkal a háború előtt, 1988 végén, Szaddám Halabja iraki kurd várost többszörös vegyi anyagokkal támadta meg, ezzel a város 50.000 lakosa közül megölt körülbelül ötezret. A támadásban mustárgázt, szarint, tabunt és VX-et használtak (ezek nyomát találták meg később a helyszínen). Az iraki kormány egy ideig tagadta a szándékos támadás tényét.
Az Öbölháború alatt (1991-ben) a koalíciós erők a szárazföldi támadás megkezdésekor komolyan tartottak egy esetleges vegyi támadástól. Az ismert tény ellenére, hogy Irak rendelkezett vegyi fegyverekkel és azt már korábban használta saját lakosai, illetve az iraki-iráni háborúban, Irak nem használt semmilyen vegyi anyagot a koalíciós erők ellen. Norman Schwarzkopf tábornok, a koalíciós erők parancsnoka felvetette, hogy vegyi fegyver bevetése esetén a koalíciós erők atomfegyverekkel torolják meg a támadást.

#### A Falkland-szigeteki háború
1982-ben a Falkland-szigeteket megszálló argentin erők könnygázt használtak. Azért vetették be ezt a nem halálos fegyvert, hogy elkerüljék a brit áldozatokat (abban reménykedve, hogy Nagy-Britannia így könnyebben fogadja majd el a terület elvesztését).

### Terrorizmus
A 20. század vége felé új dimenziója jelent meg a mérgező harci anyagok alkalmazásának, a terrorizmus.
Japánban az Aum Sinrikjó nevű szekta két alkalommal használt mérges gázt: 1994. június 27-én a Fudzsi-hegy közelében, Macumotóban, ennek következtében heten meghaltak és háromszázan szenvedtek mérgezést; illetve 1995. március 20-án a tokiói metróban, ahol tizenketten meghaltak, és további több mint ötezer ember szenvedett súlyos mérgezést.
Az utóbbi támadás, melyben szaringázt használtak, mélyen felkavaró példája maradt annak, hogy a terrorista csoportok képesek vegyi, és akár biológiai, nukleáris vagy radiológiai fegyverek kifejlesztésére és alkalmazására. Az Afganisztánban megszerzett al-Kaida-dokumentumok és más, NATO-kormányok által szerzett információk arra mutatnak, hogy a terroristák még kezdetleges, de javuló lehetőségekkel rendelkeznek a tömegpusztító fegyverek jövőbeli támadások során történő felhasználására. Bizonyítékot találtak egy cianidvegyületeket használó kísérleti programra, valamint mustárgáz-, szarin- és VX-hatóanyagok előállítására irányuló kezdetleges eljárások kifejlesztésére.

### Fejlődés
|              | hatóanyag                            | terjesztés        | védelem                                                        | detektálhatóság                       |
| ------------ | ------------------------------------ | ----------------- | -------------------------------------------------------------- | ------------------------------------- |
| 1900-as évek | klorin kloropicrin foszgén mustárgáz | szél által        |                                                                | szag                                  |
| 1910-es évek | lewisite                             | kémiai lövedékek  | gázmaszk gyantaolaj-védőruházat                                |                                       |
| 1920-as évek |                                      | lövedék           | CC-2 ruházat                                                   |                                       |
| 1930-as évek | G-sorozatú ideggázok                 | légibombák        |                                                                | hólyaghúzó érzékelők indikátorpapírok |
| 1940-es évek |                                      | rakétafejek spray | védőkenőcs (mustárgáz) együttes védelem gázmaszk w/ whetlerite |                                       |
| 1950-es évek |                                      |                   |                                                                |                                       |
| 1960-as évek | V-sorozatú ideggázok                 | aerodinamika      | gázmaszk w/ vízellátás                                         | ideggáz-riasztó                       |
| 1970-es évek |                                      |                   |                                                                |                                       |
| 1980-as évek |                                      | lőszerek          | fejlettebb gázmaszkok (védelem, komfortérzet)                  | lézeres érzékelés                     |
| 1990-es évek | Novicsok-ideggázok                   |                   |                                                                |                                       |

## Védőeszközök

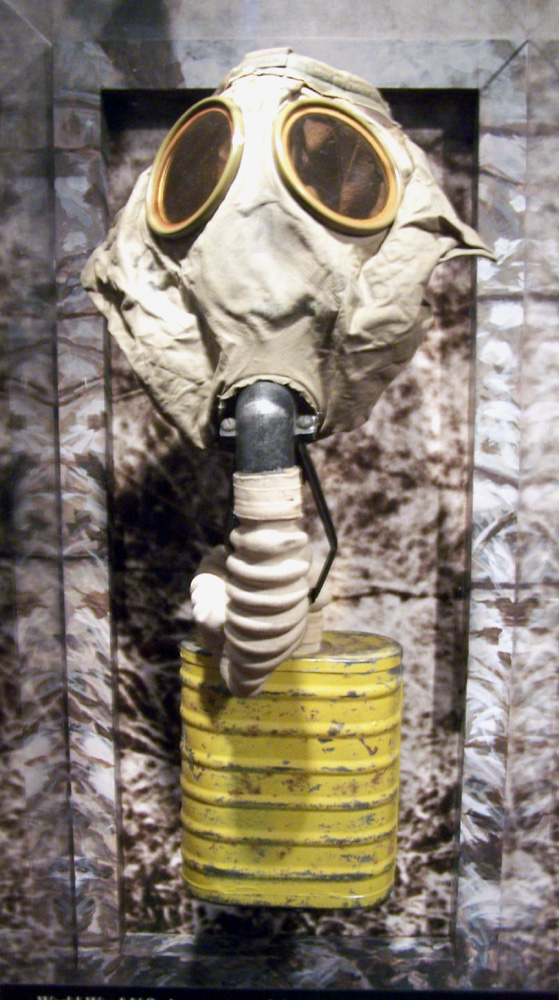
I. világháborús gázmaszk

A védekezés első lépése a korai érzékelés és riasztás, továbbá a vegyi anyagok hatásmechanizmusa szerinti védelem szükséges.

### Légzésvédelem
Történhet a levegő szűrésével, vagy zárt rendszerű levegőztetéssel (oxigénpalack). Mindkét esetben biztosítani kell, hogy az egyén ne lélegezhessen be szennyezett levegőt. Erre a célra használatos a gázálarc.
- menekülőkámzsa - általában egyszer használatos, rövid idejű védettséget biztosító eszköz (polgári védelem)
- félálarc - csak az orr és száj területét lezáró maszk
- teljes álarc - a teljes arc védelmét szolgáló maszk

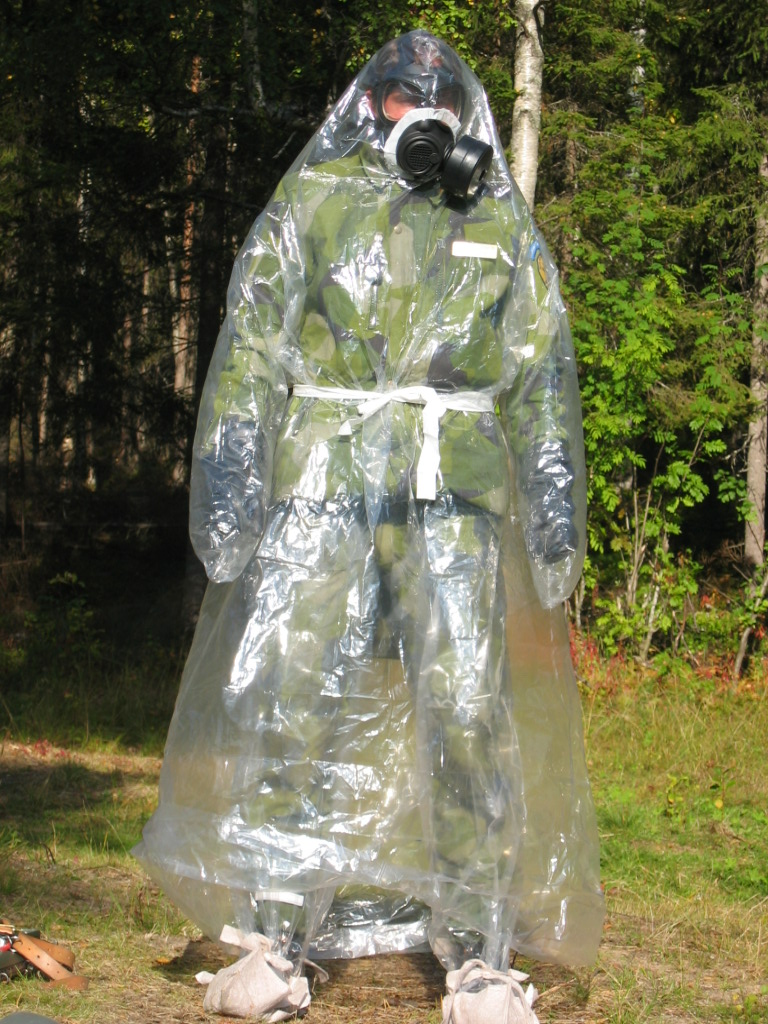
Svéd katona teljes vegyvédelmi öltözékben: teljes álarc és a teljes testet védő köpeny

A levegő szűrése vagy a maszkra közvetlenül felszerelt szűrőbetétekkel, vagy a derékra rögzíthető külső aktív levegőszűrő berendezéssel történhet (ez egy csövön keresztül van összekötve a maszkkal). A leggyakoribbak az aktív szenet tartalmazó szűrőbetétek.

### Védőruházat
A bőr- és nyálkahártyák védelmére a teljes testfelületet védő, vegyi semlegesítő anyagokkal kezelt, vízlepergető anyaggal bevont külső ruházatot kell viselni.
- köpeny - egyszerű, gyorsan felölthető (a végtagok és az arc védelmét külön kell megoldani)
  - kesztyű
  - csizma
- egyszer használatos overall (az arc védelmét külön kell megoldani - teljes álarc használata)
- többször felhasználható, teljesen zárt védő ruházat (szkafander)

## Eddigi felhasználások
A XX. században bevetett és dokumentált vegyifegyver-felhasználások.
| Alkalmazó ország               | Hol                 | Mikor               | Áldozatok száma | Halottak száma            |
| ------------------------------ | ------------------- | ------------------- | --------------- | ------------------------- |
| Olaszország                    | Abesszínia          | 1935                | ?;              | 15.000 fő                 |
| Japán                          | Kína                | 1937                |                 |                           |
| Spanyolország és Franciaország | Észak-Afrika        | 1921-1927           |                 |                           |
| Nagy-Britannia                 | Szovjetunió         | szovjet forradalom  |                 |                           |
| Nagy-Britannia                 | India               |                     |                 |                           |
| Nagy-Britannia                 | Közel-Kelet         | 1920                |                 |                           |
| Egyiptom                       | Jemen               | jemeni polgárháború |                 |                           |
| Irak                           | Irán                | 1980                | 100.000 fő      | 20.000 fő                 |
| Irak                           | kurd lakosság       | 1988                | 50.000 fő       | 5.000 fő                  |
| terroristák                    | Japán               | 1995                | 5.000 fő        | 12 fő                     |
| Oroszország                    | csecsen terroristák | 2002                | ? fő            | 120 civil + 42 terrorista |

## Fordítás
- * Ez a szócikk részben vagy egészben  a   Chemical warfare című angol Wikipédia-szócikk fordításán alapul.  Az eredeti cikk szerkesztőit annak laptörténete sorolja fel. Ez a jelzés csupán a megfogalmazás eredetét és a szerzői jogokat jelzi, nem szolgál a cikkben szereplő információk forrásmegjelöléseként.